# Malazańska Księga Poległych
Malazańska Księga Poległych – cykl powieści fantasy kanadyjskiego pisarza Stevena Eriksona.
Seria składa się z 10 tomów. Oprócz tego w świecie Malazańskiej księgi poległych zostały umieszczone, niepowiązane z głównym wątkiem nowele Stevena Eriksona, a także powieści Iana Camerona Esslemonta, opisujące ważne wydarzenia w historii fikcyjnego świata Księgi.

## Tomy Malazańskiej Księgi Poległych
1. Ogrody Księżyca (Gardens of the Moon) – 1999
2. Bramy Domu Umarłych (Deadhouse Gates) – 2000
3. Wspomnienie lodu (Memories of Ice) – 2001
4. Dom łańcuchów (House of Chains) – 2002
5. Przypływy nocy (Midnight Tides) – 2004
6. Łowcy kości (The Bonehunters) – 2006
7. Wicher śmierci (Reaper's Gale) – 2007
8. Myto ogarów (Toll the Hounds) – 2008
9. Pył snów (Dust of Dreams) – 2009
10. Okaleczony bóg (The Crippled God) – 2011

Wszystkie książki umiejscowione w świecie Malazańskiej Księgi Poległych są w Polsce wydawane nakładem wydawnictwa Mag, w tłumaczeniu Michała Jakuszewskiego.
Począwszy od trzeciego tomu pierwsze polskie wydania poszczególnych części cyklu były dzielone na dwie części:
- Wspomnienie lodu: I Cień przeszłości, II Jasnowidz
- Dom łańcuchów: I Dawne dni, II Konwergencja
- Przypływ nocy: I Misterny plan, II Siódme zamknięcie
- Łowcy kości: I Pościg, II Powrót
- Wicher śmierci: I Imperium, II Ekspedycja
- Myto ogarów: I Miasto, II Początek
- Pył snów: I Wymarsz, II Pustkowia
- Okaleczony bóg: I Szklana pustynia, II Kolanse

Nowsze wydania poszczególnych części są wydawane w całości. 

## Powiązane utwory
W świecie Malazańskiej Księgi Poległych, ale poza głównym cyklem, Steven Erikson umieścił przygody nekromantów Bauchelaina i Korbala Broacha oraz trzytomowy prequel głównego cyklu Trylogię Kharkanas, zaś Ian Cameron Esslemont – serię książek, określoną jako „powieści malazańskie”.

### Opowieści o Bauchelainie i Korbalu Broachu
1. Krwawy trop (Blood Follows) – 2002
2. Zdrowe zwłoki (The Healthy Dead) – 2004
3. Męty Końca Śmiechu (The Lees of Laughter's End) – 2007
4. Szlak Potłuczonych Dzbanów (Crack’d Pot Trail) – 2009
5. Żmijce przy Plamoujściu (The Wurms of Blearmouth) – 2012
6. Biesy z Koszmarii (The Fiends of Nightmaria) – 2016
7. Upon a Dark of Evil Overlords - 2020

### Trylogia Kharkanas
1. Kuźnia Ciemności (The Forge of Darkness) – 2012
2. The Fall of Light – 2016
3. Walk in Shadow – prace zostały wstrzymane

### Powieści malazańskie
Składająca się z sześciu powieści seria autorstwa Iana Camerona Esslemonta. W oryg. książki te zostały opatrzone podtytułem „Novel of the Malazan Empire”.
Na cykl składają się:
1. Noc noży (Night of Knives) – 2005
2. Powrót Karmazynowej Gwardii (The Return of the Crimson Guard) – 2009
3. Kamienny wojownik (Stonewielder) – 2010
4. Jabłko Berło Tron (Orb Sceptre Throne) – 2012
5. Blood and Bone - 2012
6. Assail - 2014

### Path to Ascendancy
Seria opowiadająca historię dojścia do władzy Kellanveda i Tancerza, autorstwa Esslemonta:
1. Dancer's Lament – 2016
2. Deadhouse Landing – 2017
3. Kellanved's Reach - 2019
4. Forge of the High Mage - 2023

## Odbiór
Seria spotkała się z pozytywną reakcją krytyków, a recenzenci chwalili epicki zakres, złożoność fabuły i charakterystykę. Glen Cook (Czarna Kompania) i Stephen R. Donaldson (Kroniki Thomasa Covenanta), wyrazili pozytywne opinie, określając cykl jako epickie arcydzieło, porównując nawet Eriksona z twórcami takimi jak Joseph Conrad, Henry James, William Faulkner i Fiodor Dostojewski.